# Hommell
La Hommell (nome completo: Automobiles Michel Hommell) è una casa automobilistica francese fondata nel 1990 da Michel Hommell, ex pilota e proprietario della rivista francese "L'Echappement" .
L'azienda è ubicata a Lohéac, vicino a Rennes. Il primo prototipo di Hommell venne presentato nel 1990 al Salone dell'automobile di Parigi, mentre la versione definitiva venne presentata nel 1994 al Motor Show di Ginevra; la produzione della prima Hommell, la Berlinette Echappement, iniziò nello stesso anno. La versione decappottabile della Berlinette, la Barquette, venne messa in produzione nel 1998 assieme alla versione più sportiva, la Berlinette RS.
Nel 2003 la compagnia cessò la produzione a causa di problemi economici mentre nel 2005 degli investitori cinesi volevano acquistare il marchio per riprendere la produzione delle Hommell per il mercato locale e l'azienda si sarebbe dovuta spostare vicino a Shanghai, ma non è stato raggiunto nessun accordo.

## Modelli prodotti
- 1994 - Berlinette Echappement;

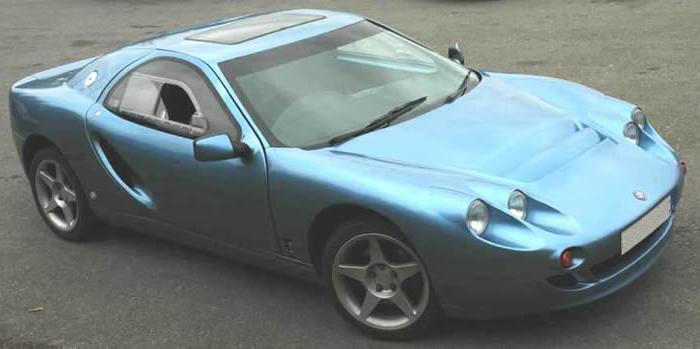
Una Hommell Berlinette

- 1998 - Barquette, Berlinette RS Coupe;
- 2001 - Berlinette RS2.